# Tom McGillis
Tom McGillis (2 ottobre ...) è un produttore televisivo canadese, presidente della Fresh TV Inc..

## Biografia
Tom è il figlio di Donald McGillis (1928-2013) e Marguerite McGillis.

## Serie create
Con la collega Jennifer Pertsch, è il creatore e produttore esclusivo di varie serie animate come:
- 6teen
- A Tutto Reality ( L'isola - Azione! - il Tour - La vendetta dell'Isola - All-Stars - L'isola di Pahkitew )
- My Babysitter's a Vampire (serie non animata)
- Stoked - Surfisti per caso
- Scott Pilgrim
- A tutto reality presenta: Missione Cosmo Ridicola (spin-off di A Tutto Reality)

## Premi
Nel 2006, 6teen vinse un premio: the Alliance for Children and Television's "Award of Excellence, Animation" come programma per bambini di età 9-14 anni.
Nel 2008 McGillis e il suo team ricevettero una nomination al Gemini Award per la miglior serie animata per A Tutto Reality L'isola.